# فرودگاه تاندیل
فرودگاه تاندیل (به انگلیسی: Tandil Airport) (به زبان بومی: Aeropuerto de Tandil) یک فرودگاه همگانی و نظامی با کد یاتا TDL است که یک باند فرود بتن دارد و طول باند آن ۲۵۵۰ متر است. این فرودگاه در کشور آرژانتین قرار دارد و در ارتفاع ۱۷۵ متری از سطح دریا واقع شده است.